# Albert De Raedt
Albert Joannes Elodie De Raedt (ur. 22 lipca 1918 w Gentbrugge – zm. 17 kwietnia 1992) – belgijski piłkarz grający na pozycji bramkarza. Był reprezentantem Belgii.

## Kariera klubowa
Całą swoją karierę piłkarską De Raedt spędził w klubie ARA La Gantoise, w którym w sezonie 1936/1937 zadebiutował w pierwszej lidze belgijskiej i grał w nim do końca sezonu 1948/1949.

## Kariera reprezentacyjna
W reprezentacji Belgii De Raedt zadebiutował 29 stycznia 1939 w przegranym 1:4 towarzyskim meczu z Niemcami, rozegranym w Brukseli. Od 1939 do 1940 rozegrał w kadrze narodowej rozegrał 4 mecze.